# آموزش و پرورش تطبیقی
آموزش و پرورش تطبیقی کتابی از محمد مشایخی است که در سال ۱۳۴۹ منتشر و برندهٔ جایزه کتاب سال سلطنتی شد.